# Vitorino Nemésio
Vitorino Nemésio Mendes Pinheiro da Silva GOSE • GCSE • GOIH (Santa Cruz, Praia da Vitória, 19 de dezembro de 1901 – Prazeres, Lisboa, 20 de fevereiro de 1978) foi um poeta, romancista, cronista, académico e intelectual português que se destacou como autor de Mau Tempo no Canal, e professor da Faculdade de Letras da Universidade de Lisboa.

## Biografia
Nasceu a 19 de dezembro de 1901, na freguesia de Santa Cruz, Praia da Vitória, tendo sido batizado nessa freguesia a 26 de dezembro de 1901, como filho de Vitorino Gomes da Silva, comerciante, e de Maria da Glória Mendes Pinheiro, doméstica, ambos naturais da Praia da Vitória. Na infância a vida não lhe correu bem em termos de sucesso escolar, uma vez que foi expulso do Liceu de Angra, e reprovou o 5.º ano, facto que o levou a sentir-se incompreendido pelos professores. Do período do Liceu de Angra, apenas guardou boas recordações de Manuel António Ferreira Deusdado, professor de História, que o introduziu na vida das Letras.
Com 16 anos de idade, Nemésio desembarcou pela primeira vez na cidade da Horta para se apresentar a exames, como aluno externo do Liceu Nacional da Horta. Acabou por concluir o Curso Geral dos Liceus, em 16 de julho de 1918, com a qualificação de dez valores.
A sua estadia na Horta foi curta, de maio a agosto de 1918. A 13 de agosto o jornal O Telégrafo dava notícia de que Nemésio, apesar de ser um fedelho, um ano antes de chegar à Horta, havia enviado um exemplar de Canto Matinal, o seu primeiro livro de poesia (publicado em 1916), ao director de O Telégrafo, Manuel Emídio.
Apesar da tenra idade, Nemésio chegou à Horta já imbuído de alguns ideais republicanos, pois em Angra do Heroísmo já havia participado em reuniões literárias, republicanas e anarco-sindicalistas, tendo sido influenciado pelo seu amigo Jaime Brasil, cinco anos mais velho (primeiro mentor intelectual que o marcou para sempre) e por outras pessoas tal como Luís da Silva Ribeiro, advogado, e Gervásio Lima, escritor e bibliotecário.
Em 1918, no final da Primeira Guerra Mundial, a Horta possuía um intenso comércio marítimo e uma impressionante animação nocturna, uma vez que se constituía em porto de escala obrigatória, local de reabastecimento de frotas e de repouso da marinhagem. Na Horta estavam instaladas as companhias dos Cabos Telegráficos Submarinos, que convertiam a cidade num "nó de comunicações" mundiais. Esse ambiente cosmopolita contribuiu, decisivamente, para que ele viesse, mais tarde a escrever a obra mítica que dá pelo nome de Mau Tempo no Canal, trabalhada desde 1939 e publicada em 1944, cuja acção decorre nas quatro principais ilhas do grupo central açoriano: Faial, Pico, São Jorge e Terceira, sendo que o núcleo da intriga se desenvolve na Horta.
Este romance evoca um período (1917–1919) que coincide em parte com a sua permanência na ilha do Faial e nele aparecem pessoas tais como o Dr. José Machado de Serpa, senador da República e estudioso, o padre Nunes da Rosa, contista e professor do Liceu da Horta, e Osório Goulart, poeta.
Em 1919 iniciou o serviço militar, como voluntário na arma de Infantaria, o que lhe proporcionou a primeira viagem para fora do arquipélago. Concluiu o liceu em Coimbra, em 1921, e inscreve-se na Faculdade de Direito da Universidade de Coimbra. Três anos mais tarde, Nemésio trocou esse curso pelo de Ciências Histórico Filosóficas, da Faculdade de Letras de Coimbra, e, em 1925, matriculou-se no curso de Filologia Românica da mesma Faculdade.
Na primeira viagem que faz a Espanha, com o Orfeão Académico, em 1923, conhece Miguel Unamuno, escritor e filósofo espanhol (1864–1936), intelectual republicano, e teórico do humanismo revolucionário antifranquista, com quem trocará correspondência anos mais tarde.
Nesse mesmo ano foi iniciado na Maçonaria.
A 11 de fevereiro de 1926, casou, em Cruz de Celas, Coimbra, com Gabriela Monjardino de Azevedo Gomes, natural da cidade da Horta (freguesia de Matriz), Açores. O casal teve quatro filhos: Georgina (novembro de 1926), Jorge (abril de 1929), Manuel (julho de 1930) e Ana Paula (dezembro de 1931).
Em 1930 transferiu-se para a Faculdade de Letras da Universidade de Lisboa onde, no ano seguinte, concluiu o curso de Filologia Românica, com elevadas classificações, começando desde logo a lecionar literatura italiana. A partir de 1931 deu inicio à carreira académica na Faculdade de Letras da Universidade de Lisboa, onde leccionou Literatura Italiana e, mais tarde, Literatura Espanhola.
Em 1934 doutorou-se em Letras pela Universidade de Lisboa com a tese A Mocidade de Herculano até à Volta do Exílio. Entre 1937 e 1939 leccionou na Vrije Universiteit Brussel, tendo regressado, neste último ano, ao ensino na Faculdade de Letras de Lisboa.
Em 1958 leccionou no Brasil. A 19 de julho de 1961 foi feito Grande-Oficial da Ordem do Infante D. Henrique e, a 17 de abril de 1967, Grande-Oficial da Ordem Militar de Sant'Iago da Espada. A 12 de setembro de 1971, atingido pelo limite legal de idade para exercício de funções públicas, profere a sua última lição na Faculdade de Letras da Universidade de Lisboa, onde ensinara durante quase quatro décadas, passando a ser Catedrático Jubilado.
Foi autor e apresentador do programa televisivo Se bem me lembro, que muito contribuiu para popularizar a sua figura e dirigiu ainda o jornal O Dia entre 11 de dezembro de 1975 a 25 de outubro de 1976.
Foi um dos grandes escritores portugueses do século XX, tendo recebido em 1965, o Prêmio Nacional de Literatura e, em 1974, o Prémio Montaigne.
Faleceu a 20 de fevereiro de 1978, no Hospital da CUF, freguesia dos Prazeres, em Lisboa. Foi sepultado em Coimbra. Pouco antes de morrer, pediu ao filho para ser sepultado no cemitério de Santo António dos Olivais, em Coimbra. Mas pediu mais: que os sinos tocassem o Aleluia em vez do dobre a finados. O seu pedido foi respeitado.
A 30 de agosto de 1978 recebeu a Grã-Cruz da Ordem Militar de Sant'Iago da Espada, a título póstumo. Em 1978, a Câmara Municipal de Lisboa homenageou o escritor dando o seu nome a uma rua na zona da Quinta de Santa Clara, na Ameixoeira.

## Obra
Vitorino Nemésio foi ficcionista, poeta, cronista, ensaísta, biógrafo, historiador da literatura e da cultura, jornalista, investigador, epistológrafo, filólogo e comunicador televisivo, para além de toda a actividade de docência. O seu nome consta da lista de colaboradores da Revista dos Centenários publicada por ocasião da Exposição do Mundo Português e nas revistas, Panorama (1941–1949) Conímbriga de 1923, Renovação (1925–1926), Atlântico  e Litoral (1944–1945).
Levou a cabo, na sua obra, uma transformação das tendências da Presença (que de certa forma precedeu), que garantiu a eternidade dos seus textos. Fortemente marcado pelas raízes insulares, a vida açoriana e as recordações da sua infância percorrem a obra do escritor, numa espécie de apelo, revelado pela ternura da sua inspiração popular, pela presença das coisas simples e das gentes, e pela profunda humanidade face à existência e ao sofrimento da vida humana.
Entre as suas principais obras contam-se:

### Poesia
- O Bicho Harmonioso (1938)
- Eu, Comovido a Oeste (1940)
- Nem Toda a Noite a Vida (1953)
- O Verbo e a Morte (1959)
- Canto de Véspera (1966)
- Limite de idade (1972)
- Sapateia Açoriana, Andamento Holandês e Outros Poemas (1976)
- Caderno de Caligraphia e outros Poemas a Marga (2003) - póstumo
- Poemas Brasileiros  (1972)
- Meu Coração É Como Peixe Cego (1942)

### Ficção
- Paço do Milhafre (1924)
- Varanda de Pilatos (1926)
- Mau Tempo no Canal (1944), romance galardoado com o Prémio Ricardo Malheiros;
- Quatro prisões debaixo de armas (1971)

### Ensaio e Crítica
- Sob os Signos de Agora (1932)
- A Mocidade de Herculano (1934)
- Relações Francesas do Romantismo Português (1936)
- Ondas Médias (1945)
- Conhecimento de Poesia (1958)

### Crónica
- O Segredo de Ouro Preto (1954)
- Corsário das Ilhas (1956)
- Jornal do Observador (1974).

### A Ficção em Vitorino Nemésio
Os trechos de inspiração açoriana são bastante significativos na sua obra notando-se a presença de infantis lembranças, e amores, dores e agoiros de figuras de humildes que nestas páginas ficam vivendo, sob a obsessão circundante do mar, na opinião de Afonso Lopes Vieira. A sua experiência de ilhéu encontra-se presente na sua obra em geral, cuja vida no domínio da ficção se inicia em 1924 com a publicação do volume de contos Paço do Milhafre prefaciada por Afonso Lopes Vieira, e mais tarde rebaptizada com o título O Mistério do Paço do Milhafre, tendo sido publicada em 1949.
Vitorino Nemésio ao longo de toda a sua carreira literária nunca deixou de surpreender os demais. O escritor nos seus romances conseguiu transmitir uma certa originalidade de escrita, sobretudo na descrição dos lugares e no desenho das personagens, e até dar uma certa generosidade humana que se pode presenciar em Varanda de Pilatos, (obra publicada em 1927) e no volume de novelas A Casa Fechada, constituída por três histórias: O Tubarão, Negócio de Pomba e A Casa Fechada Em relação a esta última história, a crítica foi bastante positiva e unânime, tendo sido considerada uma obra excepcional.
Contudo houve uma obra romanesca, mais complexa, variada, densa e subtil que é Mau Tempo no Canal, obra incomparável na literatura portuguesa do século XX. Este romance havia já sido "ensaiado" pela novela Negócio de Pomba, isto é, esta possui muitos aspectos que irão ser tratados a posteriori naquele romance.
Depois de ter escrito Mau Tempo no Canal, pode-se afirmar que Vitorino Nemésio nunca mais voltou aos trilhos do romance. Ele próprio afirma num inédito do seu espólio Morro autor de um romance único. Mau Tempo no Canal corresponde ao momento mais alto da sua vasta produção literária e é uma das obras-primas da literatura portuguesa.
Ao visitar a Horta pela segunda vez, em 1946, escreveu em Corsário das Ilhas: Gosto da Horta como de nêsperas. Tinha saudades do que fui, já nem sei bem como, aqui. Todo o imaginado é mais ou menos frustrado quando o realizamos; mas na Horta não é bem excedido […]. Matriz no alto onde foram as casas do donatário flamengo e que os jesuítas adaptaram, como sempre, cubicular e faustosamente, mais duas ou três igrejas conventuais nos altos; a cada ponta, ou sainte, as paróquias da Conceição e das Angústias, e o mais que é preciso para completar uma cidadezinha airosa alva como uma noiva – Horta, ou seja, trinta anos depois, Nemésio continuava a recordar os primores do acolhimento, a hospitalidade patriarcal, a gentileza em tudo e por tudo.

### Outros géneros narrativos
Dentro do género narrativa, para além da obra de ficção, Vitorino Nemésio escreveu e publicou obras de natureza biográfica: desde logo o seu doutoramento tratou a vida de Alexandre Herculano. Escreveu igualmente uma biografia de Isabel de Aragão, a Rainha Santa.
Também escreveu crónicas das viagens que fez ao Brasil, aos Açores e à Madeira e publicou ensaios sobre temas diversos, como temas portugueses e brasileiros, um ensaio sobre Gil Vicente e também crítica de poesia.

### A Poesia em Vitorino Nemésio
Nemésio é sobretudo um poeta, tal como ele próprio o afirma, uma vez que escrever poesia foi uma actividade ininterrupta mantida desde 1916 (com o Canto Matinal) até 1976 (Era do Átomo Crise do Homem).
Entre as suas principais obras poéticas contam-se:
- O Bicho Harmonioso (publicada em 1938)
- Eu, Comovido a Oeste (publicada em 1940)
- Festa Redonda (publicada em 1950)
- Nem toda a Noite a Vida (publicada em 1952)
- O Pão e a Culpa (publicada em 1955)
- O Verbo e a Morte (publicada em 1959)
- Sapateia Açoriana (publicada em 1976)
- Caderno de Caligraphia e outros Poemas a Marga (póstumo, publicada em 2003)

Na opinião de Óscar Lopes, falando a respeito da poesia nemesiana, ele diz-nos que os volumes de versos se podem agrupar em dois ciclos distintos e que se intersectam na obra Nem toda a Noite a Vida que é o mais heterogéneo de todos.
No primeiro ciclo a temática está relacionada com a insularidade, com a saudade à ilha, à infância, à adolescência, ao pai e ao seu primeiro amor proibido. Toda esta temática está bem visível em O Bicho Harmonioso e em Eu, Comovido a Oeste.
No segundo ciclo já se nota uma transmutação de temas, enveredando para uma temática religiosa e metafísica. Coloca questões acerca da vida e da morte, do ser (devir e permanência do ser), e da busca de sentido para a existência. Por isso o poeta é identificado com a corrente filosófica existencialista. A par desta poesia erudita o poeta cultiva também uma poesia popular profundamente marcada por símbolos de açorianidade, pelo que muitas vezes é acusado de regionalismo literário na sua obra.

### Outras actividades
A par da sua actividade literária e de docência, Vitorino Nemésio dava conferências (foi numa das viagens à Espanha para dar uma conferência que acabou por conhecer pessoalmente Miguel Unamuno), colaborava com a RTP (Se Bem Me Lembro), bem como em várias revistas e jornais (Seara Nova, Presença, O Diabo e Diário Popular), fundou e dirigiu em conjunto com outros jornais e revistas Gente Nova), foi redactor de jornais e assumiu a direcção do jornal O Dia, no fim da sua carreira profissional.
Trabalhou também como tradutor.  Traduziu, a partir do francês, La Seconde Chance, de Constantin Virgil Gheorghiu, publicado pela Livraria Bertrand com o título A Única Saída.

### O conceito deAçorianidade
O conceito de "açorianidade" foi definido por Nemésio em 1932 e, desde então, foi amplamente divulgado em contextos bem diferenciados, desde estudos de âmbito literário a intervenções de ordem política. Naquele ano, por ocasião do V Centenário do Descobrimento dos Açores, afirmou:
"(…) Quisera poder enfeixar nesta página emotiva o essencial da minha consciência de ilhéu. Em primeiro lugar o apego à terra, este amor elementar que não conhece razões, mas impulsos; e logo o sentimento de uma herança étnica que se relaciona intimamente com a grandeza do mar.
Um espírito nada tradicionalista, mas humaníssimo nas suas contradições, com um temperamento e uma forma literária cépticos, - o basco Baroja, - escreveu um livro chamado Juventud, Egolatria 'O ter nascido junto do mar agrada-me, parece-me como um augúrio de liberdade e de câmbio'. Escreveu a verdade. E muito mais quando se nasce mais do que junto do mar, no próprio seio e infinitude do mar, como as medusas e os peixes (…)
Uma espécie de embriaguez do isolamento impregna a alma e os actos de todo o ilhéu, estrutura-lhe o espírito e procura uma fórmula quási religiosa de convívio com quem não teve a fortuna de nascer, como o logos, na água (…)
(…) Meio milénio de existência sobre tufos vulcânicos, por baixo de nuvens que são asas e bicharocos que são nuvens, é já uma carga respeitável de tempo - e o tempo é espírito em fieri (…)
Como homens, estamos soldados historicamente ao povo de onde viemos e enraizados pelo habitat a uns montes de lava que soltam da própria entranha uma substância que nos penetra. A geografia, para nós, vale outro tanto como a história, e não é debalde que as nossas recordações escritas inserem uns cinquenta por cento de relatos de sismos e enchentes. Como as sereias temos uma dupla natureza: somos de carne e pedra. Os nossos ossos mergulham no mar.
Um dia, se me puder fechar nas minhas quatro paredes da Terceira, sem obrigações para com o mundo e com a vida civil já cumprida, tentarei um ensaio sobre a minha açorianidade subjacente que o desterro afina e exacerba."
Posteriormente, em 1975, em quatro novos textos publicados no Diário Insular, o mesmo foi retomado e aprofundado. É o próprio Nemésio que recorda:
"Outro sintoma linguístico da impulsividade afirmativa dos Açores como etnia ou espaço geográfico originais está no emprego da palavra 'açorianidade'. Quem escreve estas linhas passa por inventor desse vocábulo, há bons quarenta anos. Luís Ribeiro, o insigne etnógrafo e jurisconsulto açoriano de 'Os Açores de Portugal' - opúsculo de grande valia, pela posição de contraste, para o emancipalismo de hoje - foi um dos que generosamente me 'patentearam' por tão pobre criação vocabular. Porque lia então muitos ensaístas espanhóis, incluindo o clássico Pi y Margall de 'Las nacionalidades', decalquei sobre 'hispanidade e argentinidade' (Unamuno) o meu 'açorianidade' ".